# Harlthorpe
Harlthorpe – osada w Anglii, w hrabstwie East Riding of Yorkshire. Leży 37 km na zachód od miasta Hull i 263 km na północ od Londynu.